# Apanthuroides coralliophilus
Apanthuroides coralliophilus är en kräftdjursart som beskrevs av Müller 1993. Apanthuroides coralliophilus ingår i släktet Apanthuroides och familjen Anthuridae. Inga underarter finns listade i Catalogue of Life.